# Жаба іберійська
Жаба іберійська (Rana iberica) — вид земноводних родини жаб'ячих (Ranidae). Один із 54 видів роду бурих жаб (Rana). Поширений на Піренейському півострові. Мешканець невеликих проточних водойм із прилеглими узбережжями. Раритетний вид, занесений до Червоного списку МСОП та ряду інших природоохоронних документів.

## Опис

### Дорослі особини

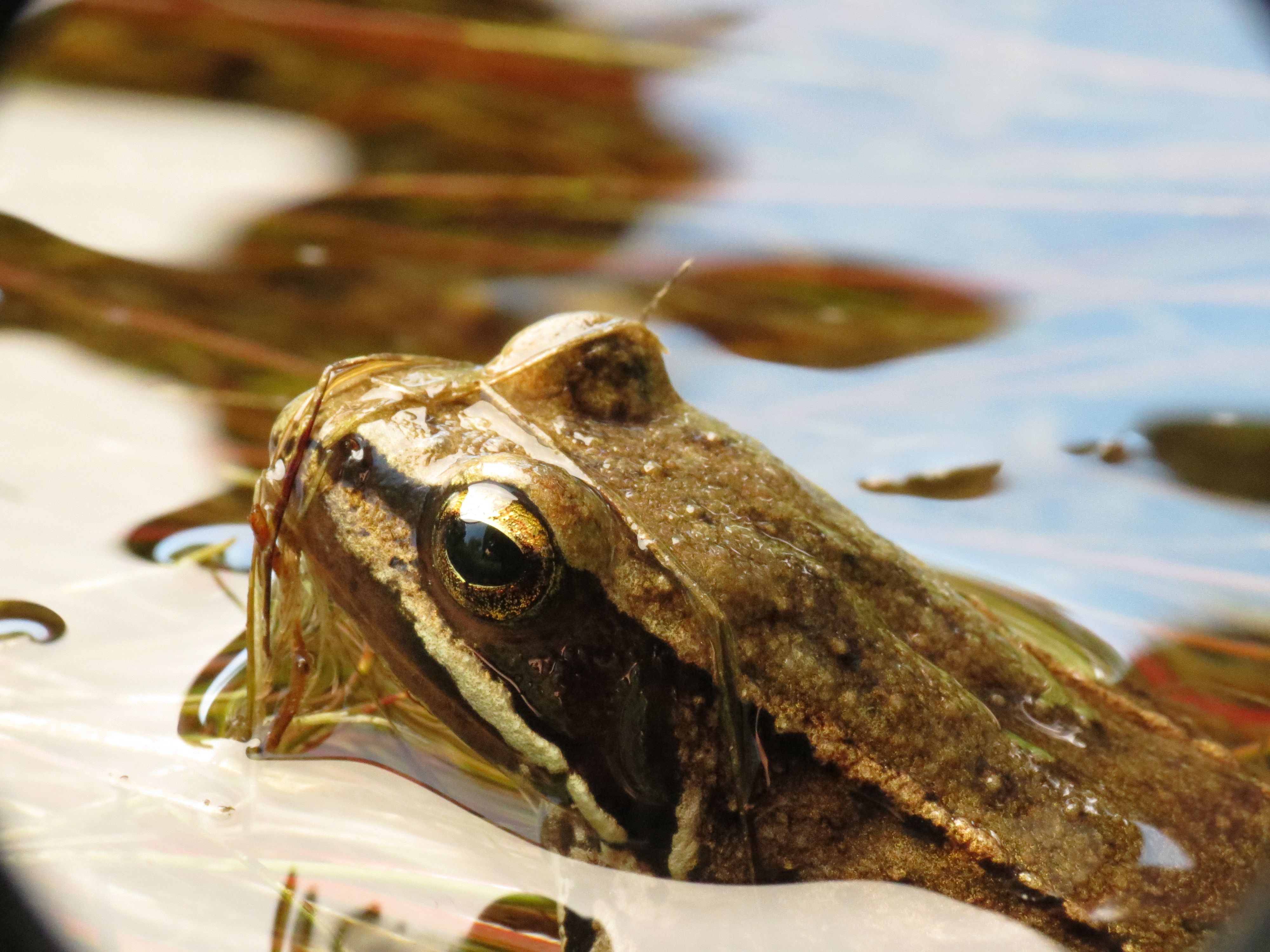

Невелика безхвоста амфібія до 70 мм завдовжки, але зазвичай від 40 до 50 мм; загалом дрібніша, ніж жаба італійська та жаба грецька. Задні кінцівки довгі, з добре розвиненими перетинками. Задня нога, витягнута вперед уздовж тулуба, сягає далеко за морду. Дорсо-латеральні складки тонкі, але чітко окреслені. Морда помірно загострена. Барабанна перетинка невелика, але помітна, від 1/2 до 3/5 діаметра ока. Шкіра може бути гладенькою або слабо гранульованою. Самці менші за самок, не мають голосових мішків, але мають шлюбні подушечки на передніх кінцівках у сезон розмноження.
Забарвлення зверху зазвичай червонувато-коричневе, іноді охристе або майже чорне, часто з темними та білуватими «лишайниковими» плямами та чорним V-подібними плямами позаду. Зелені кольори в забарвлення відсутні. На спині можуть з'являтись маленькі червоні плями. Забарвлення тіла вночі може бліднути. Від ніздрів до ока проходить темна скронева смуга, яка розширюється позаду ока до кінця щелепи. Уздовж верхньої губи тягнеться тонка біла смужка. Горло сильно пігментоване в темно-сірий колір із світлою центральною смугою. На задніх кінцівках присутні темні поперечні смуги; знизу вони від білуватого до червонуватого кольору. Нижня сторона тіла вершкова.

### Пуголовки
Пуголовки виростають приблизно до 50 мм завдовжки. Дихальце є лівостороннім, а задній прохід відкритий з правого боку від основи хвоста. На верхній стороні рота відсутні крайові сосочки. Зубчики розташовані в 3—5 верхніх одиночних рядів і 4 нижніх одиночних рядів. Спинний плавець добре розвинений, починається в задній половині тіла. Хвіст закінчується під тупим кутом. Основне забарвлення буре, іноді червонувате, з білуватими і золотистими плямами. Черевна частина сірувата, крізь епітелій видно кишки.

### Голос
Крик самця жаби іберійської низький, може звучати як хрипке бурчання, або як відрижка. Серія складається з трьох викликів або менше.

## Поширення
Ендемік Піренейського півострова. Вид поширений від Центральної та Північної Португалії до Північної та Центральної Іспанії.
У межах ареалу жаба іберійська симпатрична з іншими видами роду Rana, зокрема із Rana dalmatina, Rana temporaria та Rana perezi.

## Місця проживання
Населяє добре насичені киснем холодні струмки й невеликі річки із швидкою течією, віддаючи перевагу місцям з рясною прибережною, у тому числі лісовою, рослинністю. Іноді жаби трапляються у водоймах з чистою водою. Наприклад, деякі гірські популяції населяють льодовикові озера. Розмножуються в тих же місцях, де живуть цілий рік, але вибирають місця з повільною течією води, стоячі водойми, у тому числі ставки, затоплені ліси, великі корита для худоби тощо. Зазвичай вони приурочені до низовин та низкогір'їв, але здатні підніматись в гори понад 2400 м н. р. м., за межу лісової рослинності.

## Особливості біології

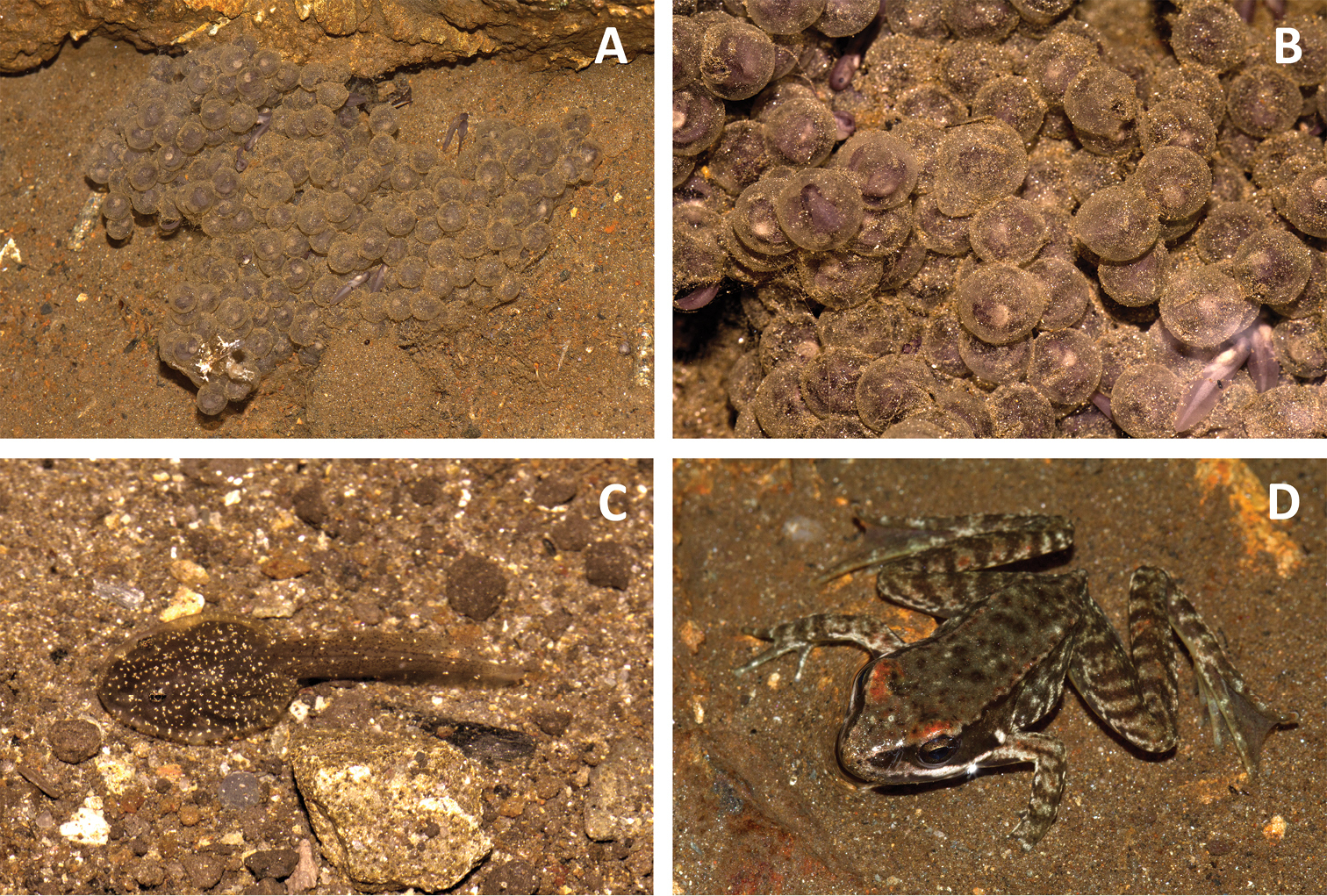
Розвиток жаби іберійської

Жаба іберійська веде переважно наземний нічний спосіб життя, але більше пов'язана із водним середовищем, ніж інші види бурих жаб. Протягом дня дорослі жаби загалом відпочивають біля води, під невеликими водоспадами або скелями. Потривожені, вони стрибають у воду і пірнають до дна. У спекотну погоду можуть ховатися в печерах. Молодь веде переважно денний спосіб життя. Активні протягом всього року за сприятливих умов, але у горах зазвичай впадають у сплячку. Дорослі особини, особливо на великих висотах знаходяться в анабіозі з листопада по травень, молоді залишаються активними довше.
У Португалії та Галісії в низинах жаби розмножуються з листопада по березень, у горах — з березня по травень. Під час розмноження самці тримають самок за тулуб передніми ногами. Амплексус відбувається вночі і зазвичай починається у воді. Самці прямують за самицею, видаючи низьку вокалізацію, яка триває на початку амплексуса. Самиця може виробляти кілька порцій яєць за сезон. Яйця відкладаються невеликими округлими масами (грудками) і прикріплюються до каменів або коріння водних рослин. Самиці можуть відкладати від 192 до 445 яєць (залежно від розміру самки). Розвиток личинок триває близько 3 місяців.

## Охорона
Раритетний вид амфібій, занесений до Червоного списку МСОП (охоронна категорія: вразливий вид), а також до Директиви Європейського Союзу 92/43/ЄС «Про збереження природних оселищ та видів природної фауни і флори» (Додаток IV. Види рослин і тварин, що становлять особливий інтерес для Європейського Союзу, які потребують суворих заходів охорони). На регіональному рівні занесений до Червоної книги Іспанії (охоронна категорія: вразливий вид). Основними загрозами є знищення середовища існування та неконтрольована інтродукція нових видів риб, особливо лососевих.